# Nomad Reef
Nomad Reef är ett rev på Stora barriärrevet i Australien.   Det ligger utanför Kap Yorkhalvön i delstaten Queensland.